# Universidade Chinesa de Hong Kong
A Universidade Chinesa de Hong Kong (abreviação em inglês: CUHK) é uma instituição de ensino superior de Hong Kong. A universidade se localiza no distrito de Sha Tin, na região leste da cidade.
É considerado um dos melhores centros de ensino do mundo, sendo a oitava melhor universidade asiática, e a quadragésima-quarta melhor do mundo, segundo o ranking universitário QS.